# Картомиша
Картомиша — річка в Україні, у Попаснянському районі Луганської області. Ліва притока Лугані (басейн Дону).

## Опис
Довжина річки 10 км, похил річки 11 м/км, найкоротша відстань між витоком і гирлом — 8,77 км, коефіцієнт звивистості річки — 1,44. Площа басейну водозбору 39,1 км². Річка формується багатьма безіменними струмками та 7 загатами. Від витоку на деяких ділянках річка пересихає.

## Розташування
Бере початок на південно-західній частині міста Попасна. Тече переважно на південний схід через Новозванівку і у Троїцькому впадає у річку Лугань, праву притоку Сіверського Дінця.
Населені пункти вздовж берегової смуги: Вискрива, Новоолександрівка.

## Цікаві факти
- Біля витоку річки пролягає автошлях Н32.
- На правому березі річки проходить залізнична дорога. Від берега на відстані приблизно 0,834, 431, 1,65 км розташовані станції: Калиново-Попасна, 10 км, Картамиші.